# Przedsiębiorstwo Komunikacji Samochodowej Częstochowa w Częstochowie

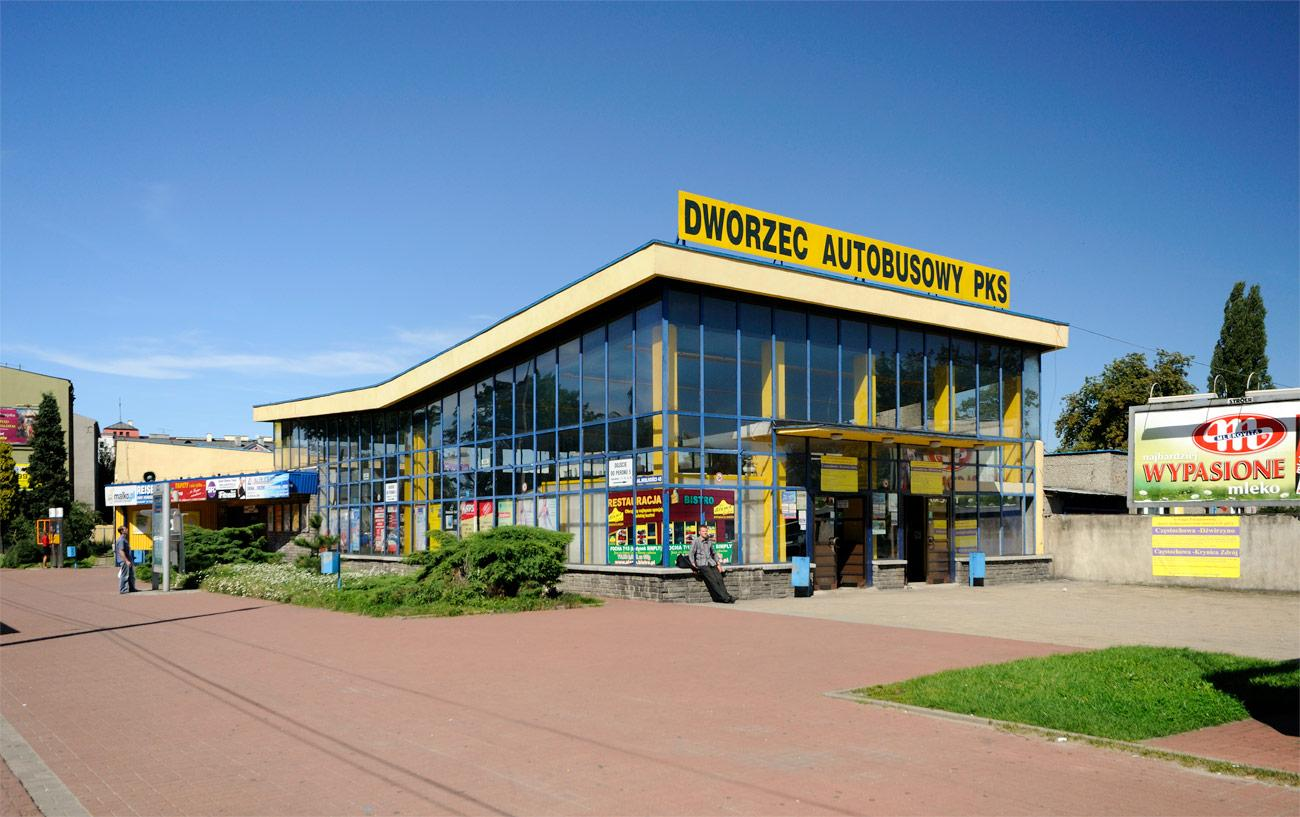
Dawny Dworzec PKS Częstochowa przy skrzyżowaniu Sobieskiego z Aleją Wolności znajdujący się w odległości kilkuset metrów od dworca kolejowego Częstochowa

Przedsiębiorstwo Komunikacji Samochodowej Częstochowa w Częstochowie S.A. (PKS Częstochowa) – częstochowskie przedsiębiorstwo transportowe.

## Informacje ogólne
PKS Częstochowa ma swoją siedzibę przy ulicy Krasińskiego 14/24 w Częstochowie. Przedsiębiorstwo obsługuje autobusowe linie dalekobieżne m.in. do Katowic, Pajęczna, Łodzi, Opola, Kłodzka, Dźwirzyna, Bytomia, Tarnowskich Gór, Łeby linie lokalne (głównie na terenie powiatów częstochowskiego i kłobuckiego) oraz linie komunikacji miejskiej w Częstochowie.
Na początku 2017 r. spółka nawiązała współpracę z przewoźnikiem kolejowym Przewozy Regionalne w celu wspólnej sprzedaży biletów, komunikowania połączeń, a w przyszłości także integracji taryfowej, sprzedano także przynoszący straty oddział w Pajęcznie. Od marca 2018 r. zaprzestał realizowania nierentownych komercyjnych kursów na terenie powiatów częstochowskiego i kłobuckiego, domagając się od samorządów partycypacji w kosztach przejazdów realizowanych na zasadzie użyteczności publicznej. W związku z problemami finansowymi we wrześniu 2019 r. PKS Częstochowa wystawił na sprzedaż dworzec w al. Wolności oraz siedzibę i zajezdnię na ul. Krasińskiego, a 18 października podczas nadzwyczajnego zgromadzenia wspólników został postawiony w stan likwidacji, jednak w marcu 2021 r. walne zgromadzenie udziałowców cofnęło decyzję o postawieniu spółki w stan likwidacji, gdyż spółka spłaciła zadłużenie za sprawą sprzedaży dworca, zlikwidowała większość linii komunikacyjnych i zwolniła dużą część załogi, co pozwoliło na kontynuowanie działalności.

## Tabor

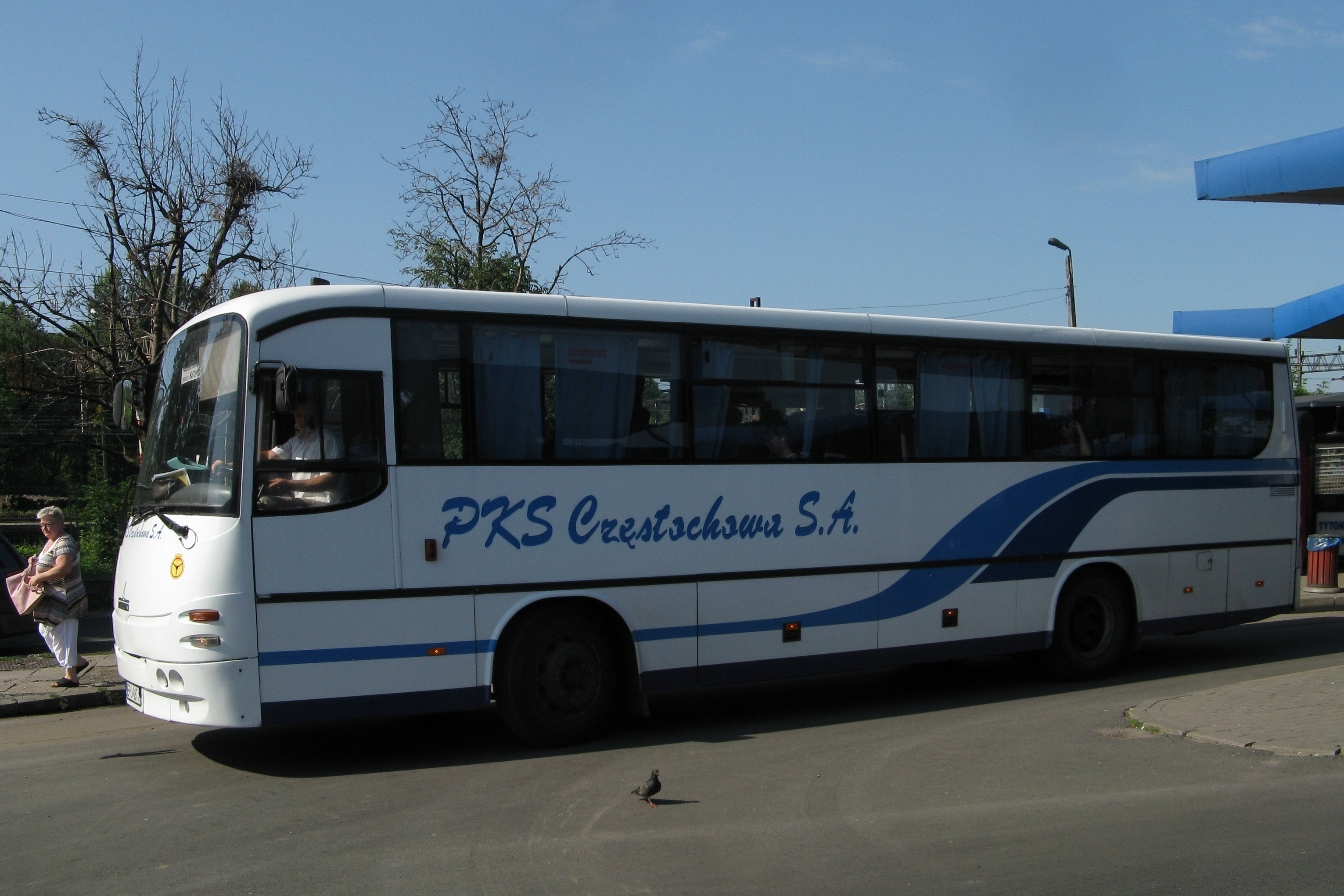
Autosan A1010T należący do PKS Częstochowa podczas odjazdu z płyty dworca autobusowego w Bytomiu (2018)

Przedsiębiorstwo dysponuje następującymi rodzajami autobusów:
| Marka                                | Liczba |
| ------------------------------------ | ------ |
| Autosan A0909L                       | 49     |
| Autosan A1010T                       | 19     |
| Autosan A1012T                       | 1      |
| Autosan H10-10                       | 9      |
| Autosan H10-11                       | 8      |
| Autosan H9                           | 0      |
| Bova Futura FHD 12                   | 0      |
| Irisbus Crossway 12M                 | 6      |
| Irisbus Axer 12M                     | 1      |
| Jelcz 120M                           | 5      |
| Karosa C954E                         | 5      |
| MAN ÜLxx2                            | 0      |
| Mercedes-Benz O303                   | 6      |
| Mercedes-Benz O405N                  | 1      |
| Mercedes-Benz O550                   | 1      |
| Mercedes-Benz O350                   | 1      |
| Setra S215                           | 0      |
| Solbus C 10,5                        | 2      |
| Solbus Solway SL10                   | 6      |
| SOR C12                              | 1      |
| DAF SB4000/Vest V25                  | 7      |
| Mercedes/Vest V25                    | 4      |
| Volvo B10M/Aabenraa                  | 1      |
| Volvo B12 Vest                       | 1      |
| Ikarus EAG E13                       | 1      |
| Volvo B12 / Carrus Regal 350         | 1      |
| Volvo B7 Vest Center H               | 4      |
| Scania L94UB Vest center/Contrast LE | 2      |
| Mercedes Sprinter/Norge              | 1      |
| Mercedes Sprinter/Kutsenis           | 1      |
| MAN RHC464 Lion’s Top Coach          | 1      |
| Isuzu Turquoise                      | 1      |
| Volvo Interegio                      | 2      |
| Neoplan N226 SHDL                    | 1      |
| Volvo B7 Vest Horisont               | 1      |
| Volvo B6/Vest 10LE                   | 1      |
| MAN Kitokorii Omnistar               | 1      |
| Razem                                | 152    |